# Rio Águas Vermelhas
O rio Águas Vermelhas é um curso de água que banha o estado do Paraná. 